# Магазинування корисної копалини

Магазинування корисної копалини

Маганизування корисної копалини (рос. магазинирование полезного ископаемого, англ. shrinkage, нім. Magazinierung f, Speicherung f des Bodenschätzes) – тимчасове нагромадження відбитої корисної копалини у кар’єрному рудоспуску або у очисному просторі при підземних гірничих роботах. 
Розрізняють М.к.к. п о в н е, коли гірнича маса заповнює вироблений простір на всю висоту поверху (блоку), ч а с т к о в е – частину висоти поверху (блоку) і ш а р о в е – смугами по висоті блоку до повної його відробки. М.к.к. складає технологічну основу спец. систем розробки. Застосовується на покладах корисних копалин з кутами падіння понад 55°, потужністю 0,5 – 3(5) м з витриманими елементами залягання і стійкими боковими породами. Обмежуючий фактор – схильність корисних копалин до злежування та самозаймання. Широко застосовується при видобутку руди. При видобутку вугілля часткове М.к.к. застосовують при розробці тонких крутоспадних пластів на Донбасі. За кордоном М.к.к. розповсюджене в США, Канаді, Австралії, Росії, Болгарії, Румунії та ін. 